# ماس‌میوچوال
ماس‌میوچوال (انگلیسی: MassMutual) شرکت خدمات مالی و بانکداری آمریکایی است، که در سال ۱۸۵۱ توسط جرج رایس تأسیس شد.